# Wilhelm Ludwig von Zollikofer
Wilhelm Ludwig von Zollikofer (auch: Zollikofer-Altenklingen) (* 22. Oktober 1783 in Berlin; † 31. Januar 1868 in Potsdam) war ein preußischer General der Kavallerie. Er entstammte der preußischen Linie des schweizerischen Adelsgeschlechts Zollikofer von Altenklingen und war Senioratsherr auf Schloss Altenklingen im Kanton Thurgau.

## Leben

### Herkunft
Seine Eltern waren der preußische Generalmajor Friedrich Heinrich Wilhelm von Zollikofer (1737–1798) und dessen Ehefrau Anna Luise, geborene Habeck (1765–1819).

### Militärkarriere
Zollikofer trat mit einer Sondererlaubnis des Königs Friedrich Wilhelm II. am 1. Februar als Standartenjunker in das Regiment der Gardes du Corps, dessen Kommandeur sein Vater war. Dort wurde er am 17. Juli 1798 Kornett, bereits am 3. Oktober 1798 Sekondeleutnant und am 5. Oktober 1805 Premierleutnant. Während des Vierten Koalitionskrieges kämpfte er in der Schlacht bei Auerstedt. Am 22. Mai 1807 wurde er zum Stabsrittmeister befördert.
Nach dem Krieg kam Zollikofer zur Leibkompanie und ab dem 3. November 1809 erhielt er eine Zulage von 20 Talern als deren Führer. Am 4. Juni 1811 wurde er Rittmeister und Kompaniechef. Während der Befreiungskriege kämpfte Zollikofer in den Schlachten bei Großgörschen, Bautzen, Dresden, Leipzig, Brienne, Paris sowie in den Gefechten bei Haynau und Fère-Champenoise. Am 17. Mai 1813 wurde er Major und am 17. Oktober 1815 Oberstleutnant. In Leipzig erhielt er das Eiserne Kreuz II. Klasse und den Orden des Heiligen Wladimir IV. Klasse.
Am 10. Dezember 1816 wurde Zollikofer zum Kommandeur des 6. Kürassier-Regiments (Brandenburgisches) ernannt und am 22. Oktober 1820 in den Johanniterorden aufgenommen. Am 30. März 1821 avancierte er mit einem Patent vom 4. April 1821 zum Oberst. 1825 erhielt er das Dienstkreuz, am 15. August 1826 den Russischen Orden der Heiligen Anna II. Klasse mit Brillanten und am 20. Juni 1829 den Russischen Sankt-Stanislaus-Orden II. Klasse. Am 4. September 1830 beauftragte man ihn mit der Führung der 7. Kavallerie-Brigade und ernannte ihn am 10. Februar 1832 zum Kommandeur dieses Großverbandes. In dieser Eigenschaft folgte am 30. März 1832 seine Beförderung zum Generalmajor.
Am 8. Juni 1838 erhielt Zollikofer den Russischen Sankt-Stanislaus-Orden I. Klasse. Mit seiner Beförderung zum Generalleutnant wurde er am 7. April 1842 zum Kommandanten von Breslau ernannt. Anlässlich seines 50-jährigen Dienstjubiläums würdigte König Friedrich Wilhelm IV. ihn am 4. März 1847 durch die Verleihung des Roten Adlerordens I. Klasse mit Eichenlaub. Am 4. März 1848 wurde Zollikofer als General der Kavallerie mit Pension zur Disposition gestellt. Er starb am 31. Januar 1868 in Potsdam.

### Familie
Zollikofer heiratete am 18. Juni 1811 auf Danzin (Kreis Köslin) Elisabeth Christiane Johanne von Borcke (* 30. August 1790; † 1. Dezember 1812). Nach ihrem Tod ehelichte er am 29. Dezember 1815 in Domslau Charlotte Henriette Adelheid Ida von Tschirschky und Bögendorff (* 9. Oktober 1797; † 16. November 1846) aus dem Haus Schlanz. Sie war die Tochter des Majors Karl Konrad Leopold Joachim von Tschirschky und Bögendorff und dessen Ehefrau Charlotte Henriette, geborene von Reichel. Die Ehe der beiden wurde geschieden und sie heiratete am 1. Januar 1835 den Rittmeister Heinrich Emil von Arnim (* 8. Dezember 1802; † 13. Mai 1880). In dritter Ehe war Zollikofer seit dem 7. Dezember 1834 mit Nanny von Meyerinck (* 1. Februar 1811; † 4. Januar 1880), Tochter von Heinrich von Meyerinck verheiratet.